# Karlik Shan
Der Karlik Shan (chinesisch 喀尔里克山ì; auch als Harlik Shan oder Karlik Tagh bezeichnet) ist der östlichste Bergkamm im  Tian-Shan-Gebirge in Ost-Xinjiang, China. Er liegt in der Wüste Gobi zwischen 42º50'N–43º35'N und 93º41'O–95º07'O. Im Westen schließt er sich an den Bergkamm des Barkol Shan an. Von dort aus verläuft er mit einer Breite von etwa 50 km über 200 km von Nordwest nach Südost. Seine höchste Erhebung ist der Tomort mit 4886 m über dem Meer. Oberhalb von 3500 m hat er große Talgletscher und auffallende Eiskappen. Es gibt insgesamt 122 Gletscher, davon 73 auf der Südseite und 49 auf der Nordseite des Gebirgskamms, die ein Gebiet von 126 km2 bedecken. Nach Norden fällt das Gebirge steil ab in das Naomaohu-Becken mit nur kurzen Abflüssen. Dort befindet sich die Naomaohu Gobi (chinesische Bezeichnung)  bzw. Nomingyyn Gobi (mongolische Bezeichnung) im Grenzgebiet zur Mongolei. Nach Süden hat das Gebirge lange Schluchten. Das sich anschließende Hami-Becken fällt bis auf 50 m über dem Meer ab und gehört zur Gashun Gobi.